# Serenomyces palmae
Serenomyces palmae är en svampart som beskrevs av E. Müll. 1965. Serenomyces palmae ingår i släktet Serenomyces och familjen Phaeochoraceae.   Inga underarter finns listade i Catalogue of Life.